# ヤマハ・PAS

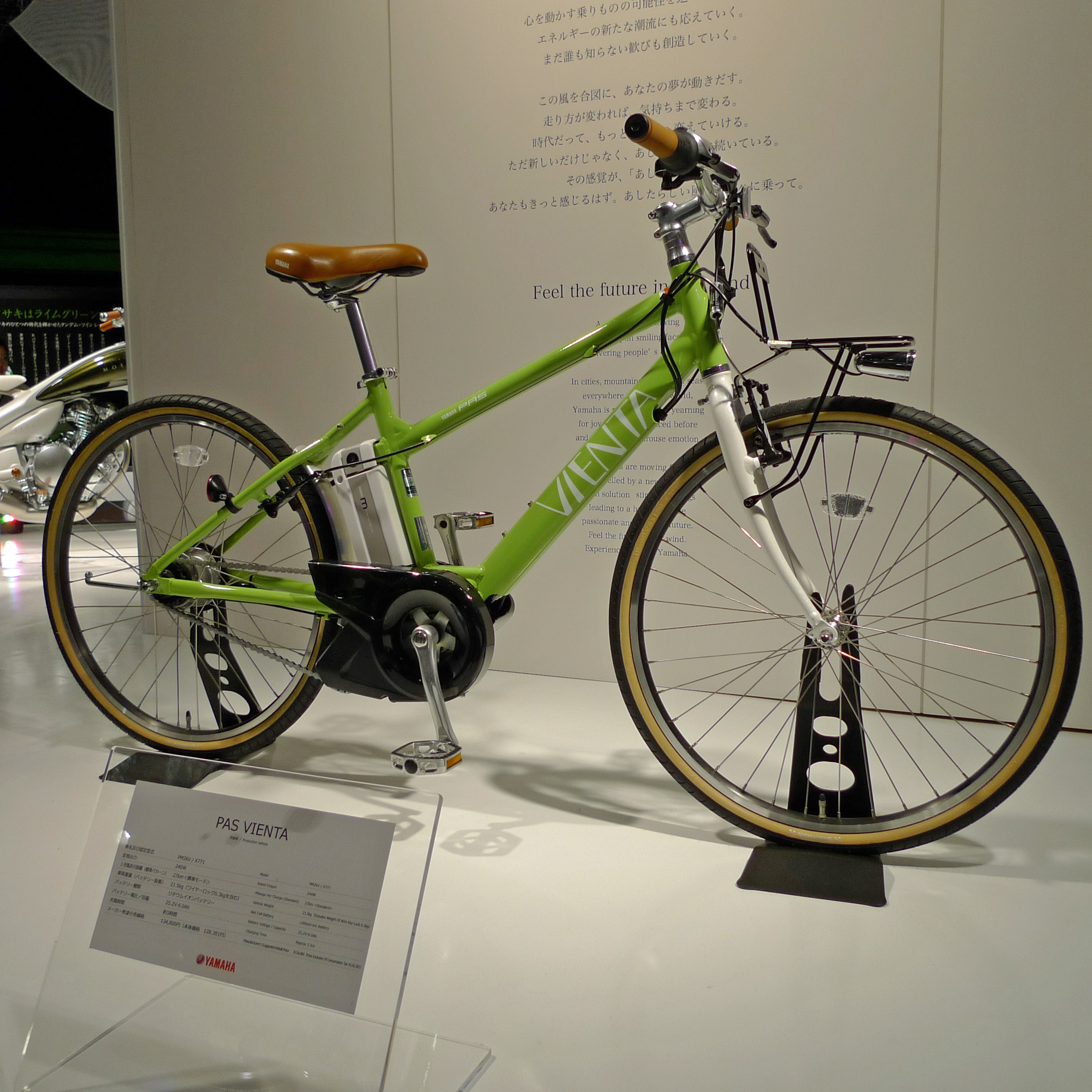
ヤマハ PAS VIENTA （Tokyo Motor Show 2011の展示）

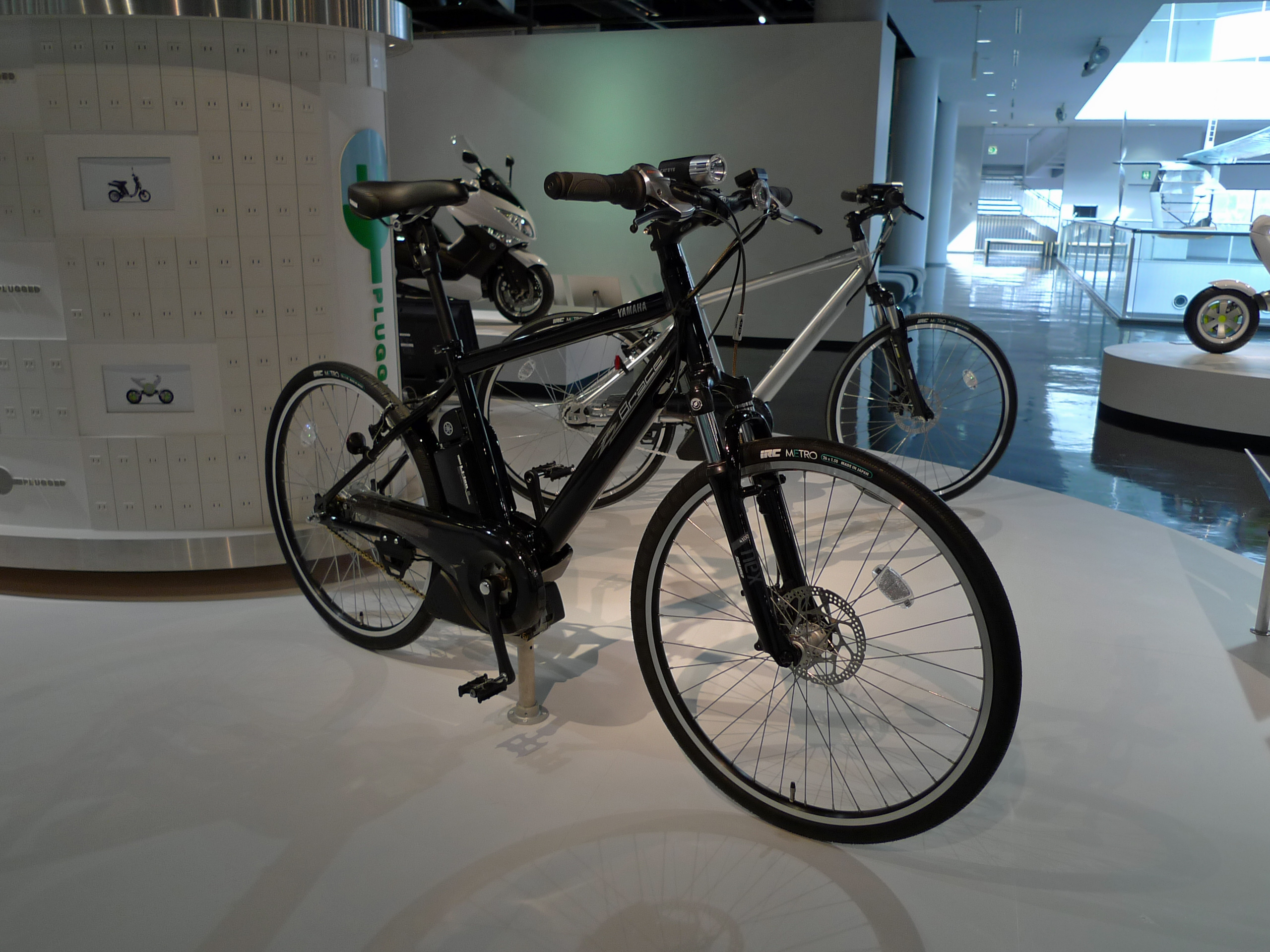
ヤマハ・PAS Brace-L Special

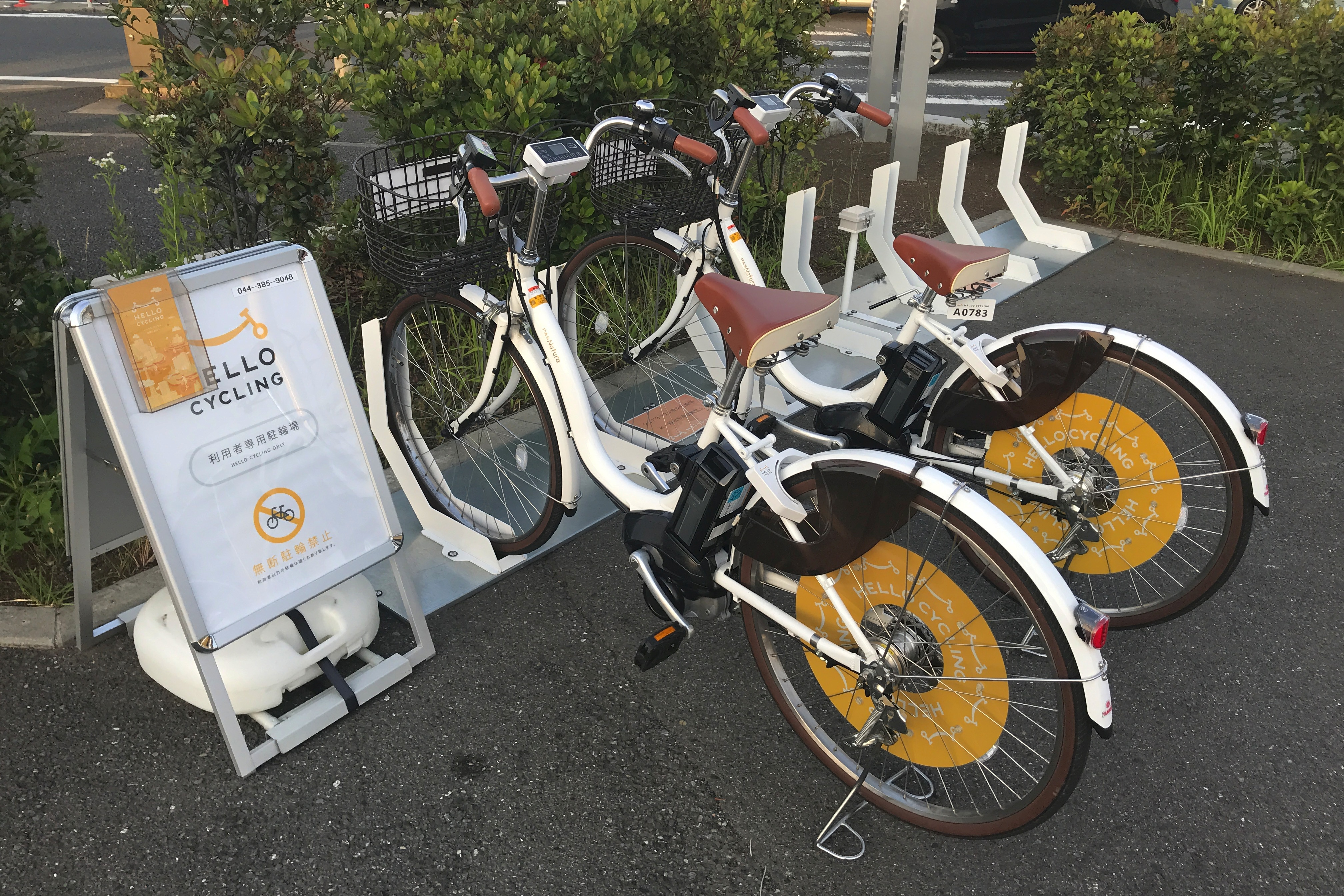
PAS NATURA（HELLO CYCLING仕様）

PAS（パス）はヤマハ発動機が販売する電動アシスト自転車。世界で初めてシリーズ販売化され、電動アシスト自転車が世界的に普及するきっかけとなった。

## 概要
1993年に発売開始。当初は、モーターが大きい、バッテリーが鉛蓄電池という仕様であったため走行距離は公称約20kmという性能であったが、新しい乗り物として同業他社の本田技研工業や異業種である電機メーカーの三洋電機（現在のパナソニック）などの参入も促した。なお、ブリヂストンサイクルやミヤタサイクルなどの自転車メーカーも販売を行っているが、両社がPASの企画段階から車体の開発・製造などに深く関与している関係からOEM供給の関係にある。
モデルチェンジを繰り返すたびにモーターの小型化やリチウムイオン電池の採用、それら自体及びそれを支える車体の軽量化により航続距離は増大。2010年代にはアシスト機能を働かせたまま100km以上走行可能な機種も投入されている。また、三輪車や三人乗り（子供乗せ自転車）仕様などのバリエーションも増えている。また、スポーツモデルの開発・販売も行われており、2000年シドニーオリンピックではケイリン競技の先導車に特別仕様車（ケイリンパス）が採用されている。